# Romet CRS-200
Romet CRS-200 – motocykl enduro sprzedawany w Polsce od 2007 lub 2008 roku pod marką Romet.

## Historia modelu
Motocykl off road Romet CRS-200 w drogowej wersji malowany jest w kolorze czarnym z czerwonymi elementami zdobniczymi. Wytwarzany jest w Chinach. Dystrybucją i serwisem w Polsce zajmuje się firma Romet Motors z siedzibą w Podgrodziu.

## Dane techniczne
- Wymiary: 1880 mm x 800 mm x 1300 mm,
- Silnik: czterosuwowy, jednocylindrowy, chłodzony powietrzem,
- Pojemność: 200 cm³,
- Moc maksymalna: 11,5 kW (15,6 KM) przy 7000 obr./min.,
- Rozruch: elektryczny, nożny,
- Zapłon: elektroniczny CDI,
- Przeniesienie napędu: łańcuch,
- Prędkość maksymalna: 75 km/h,
- Pojemność zbiornika paliwa: 12 l,
- Hamulec przód/tył: tarczowy/tarczowy,
- Opony przód/tył: 110/70-19 / 140/70-17,
- Amortyzator z tyłu: centralny,
- Masa pojazdu gotowego do jazdy: 94 kg,
- Dopuszczalna ładowność: 150 kg.